# Ekstraklasa polska w futsalu (2012/2013)
Ekstraklasa polska w futsalu 2012/2013 – dziewiętnasta edycja najwyższych w hierarchii rozgrywek klubowych polskiej piłki futsalowej. Tytuł Mistrza Polski wywalczyła Wisła Krakbet Kraków.

## Drużyny
| Uczestnicy poprzedniej edycji                                                                                 | Uczestnicy poprzedniej edycji  | Uczestnicy poprzedniej edycji | Uczestnicy poprzedniej edycji |
| --- | ------------------------------ | ----------------------------- | ----------------------------- |
| WKK | Wisła Krakbet Kraków           | 1                             |                               |
| RDC | Red Devils Chojnice            | 2                             |                               |
| GZW | Gatta Zduńska Wola             | 3                             |                               |
| PSZ | Pogoń 04 Szczecin              | 4                             |                               |
| CCH | Clearex Chorzów                | 6                             |                               |
| REK | Rekord Bielsko-Biała           | 7                             |                               |
| RPY | Remedium Pyskowice             | 8                             |                               |
| GKS | GKS Tychy                      | 9                             |                               |
| KAT | AZS UŚ Katowice                | 10                            |                               |
| GDA | AZS UG Gdańsk                  | 11                            |                               |
| Awans z I ligi 2011/2012                                                                                      |                                |                               |                               |
| ECG | KGHM Euromaster Chrobry Głogów | 1                             |                               |
| GAF | GAF Jasna Gliwice              | 2                             |                               |
| Oznaczenia: - kolumna pierwsza – skróty nazw drużyn, - kolumna trzecia – miejsce zajęte w poprzednim sezonie. |                                |                               |                               |

Akademia FC Pniewy wycofała się przed rozpoczęciem rozgrywek. Jej miejsce zajęło Remedium Pyskowice.

## Tabela ligowa
| M.  | Drużyna              | m. | z. | r. | p. | b.z. | b.s. | pkt. |
| --- | -------------------- | -- | -- | -- | -- | ---- | ---- | ---- |
| 1.  | Pogoń 04 Szczecin    | 22 | 16 | 4  | 2  | 83   | 40   | 52   |
| 2.  | Gatta Zduńska Wola   | 22 | 12 | 8  | 2  | 88   | 64   | 44   |
| 3.  | Marwit Toruń         | 22 | 12 | 4  | 6  | 70   | 57   | 40   |
| 4.  | Wisła Krakbet Kraków | 22 | 12 | 4  | 6  | 79   | 49   | 40   |
| 5.  | Clearex Chorzów      | 22 | 12 | 1  | 9  | 91   | 69   | 37   |
| 6.  | Red Devils Chojnice  | 22 | 12 | 0  | 10 | 68   | 57   | 36   |
| 7.  | Rekord Bielsko-Biała | 22 | 11 | 3  | 8  | 78   | 68   | 36   |
| 8.  | Remedium Pyskowice   | 22 | 9  | 2  | 11 | 66   | 60   | 29   |
| 9.  | AZS UŚ Katowice      | 22 | 4  | 4  | 14 | 56   | 91   | 16   |
| 10. | GKS Tychy            | 22 | 4  | 4  | 14 | 62   | 102  | 16   |
| 11. | Gwiazda Ruda Śląska  | 22 | 4  | 4  | 14 | 61   | 93   | 16   |
| 12. | AZS UG Gdańsk        | 22 | 4  | 2  | 16 | 56   | 108  | 14   |

## Miejsca po danych kolejkach
| Drużyna / Kolejka    |    |    |    |    |    |    |    |    |    |    |    |    |    |    |    |    |    |    |    |    |    |    |
| Drużyna / Kolejka    | 1  | 2  | 3  | 4  | 5  | 6  | 7  | 8  | 9  | 10 | 11 | 12 | 13 | 14 | 15 | 16 | 17 | 18 | 19 | 20 | 21 | 22 |
| -------------------- | -- | -- | -- | -- | -- | -- | -- | -- | -- | -- | -- | -- | -- | -- | -- | -- | -- | -- | -- | -- | -- | -- |
| Pogoń 04 Szczecin    | 10 | 7  | 5  | 3  | 4  | 4  | 3  | 2  | 2  | 1  | 1  | 1  | 1  | 1  | 1  | 1  | 1  | 1  | 1  | 1  | 1  | 1  |
| Gatta Zduńska Wola   | 5  | 4  | 6  | 4  | 2  | 2  | 2  | 3  | 3  | 5  | 5  | 3  | 4  | 4  | 4  | 4  | 6  | 6  | 5  | 3  | 2  | 2  |
| Marwit Toruń         | 5  | 10 | 7  | 8  | 8  | 7  | 6  | 5  | 5  | 4  | 3  | 4  | 3  | 3  | 5  | 3  | 3  | 5  | 4  | 3  | 3  | 3  |
| Wisła Krakbet Kraków | 1  | 3  | 4  | 6  | 6  | 6  | 5  | 6  | 6  | 7  | 7  | 8  | 7  | 4  | 4  | 7  | 4  | 4  | 4  | 4  | 4  | 4  |
| Clearex Chorzów      | 3  | 5  | 2  | 2  | 5  | 3  | 4  | 4  | 4  | 2  | 4  | 5  | 5  | 5  | 5  | 5  | 5  | 2  | 2  | 4  | 5  | 5  |
| Red Devils Chojnice  | 1  | 2  | 1  | 1  | 1  | 1  | 1  | 1  | 1  | 3  | 2  | 2  | 2  | 2  | 6  | 6  | 6  | 6  | 6  | 5  | 6  | 6  |
| Rekord Bielsko-Biała | 4  | 1  | 3  | 5  | 3  | 5  | 8  | 8  | 8  | 6  | 8  | 7  | 6  | 6  | 7  | 7  | 7  | 7  | 7  | 7  | 7  | 7  |
| Remedium Pyskowice   | 7  | 8  | 10 | 10 | 10 | 8  | 7  | 7  | 7  | 8  | 6  | 6  | 8  | 8  | 8  | 8  | 8  | 8  | 8  | 8  | 8  | 8  |
| AZS UŚ Katowice      | 11 | 6  | 9  | 7  | 7  | 9  | 9  | 9  | 10 | 10 | 10 | 10 | 10 | 9  | 10 | 10 | 9  | 9  | 9  | 9  | 9  | 9  |
| GKS Tychy            | 7  | 9  | 8  | 9  | 9  | 11 | 10 | 10 | 9  | 9  | 9  | 9  | 9  | 10 | 9  | 9  | 10 | 10 | 10 | 10 | 10 | 10 |
| Gwiazda Ruda Śląska  | 11 | 12 | 11 | 11 | 11 | 10 | 11 | 11 | 11 | 11 | 11 | 11 | 11 | 11 | 11 | 12 | 12 | 11 | 11 | 11 | 11 | 11 |
| AZS UG Gdańsk        | 9  | 11 | 12 | 12 | 12 | 12 | 12 | 12 | 12 | 12 | 12 | 12 | 12 | 12 | 12 | 11 | 11 | 12 | 12 | 12 | 12 | 12 |

## Bramki, kartki
| Kolejka                      | Rozegrane mecze              | Strzelone gole               | Średnia goli na mecz         | Pokazane kartki              | Pokazane kartki              | Średnia kartek na mecz       | Kolejka                    | Rozegrane mecze            | Strzelone gole             | Średnia goli na mecz       | Pokazane kartki            | Pokazane kartki            |                            |
| ---------------------------- | ---------------------------- | ---------------------------- | ---------------------------- | ---------------------------- | ---------------------------- | ---------------------------- | -------------------------- | -------------------------- | -------------------------- | -------------------------- | -------------------------- | -------------------------- | -------------------------- |
| 1                            | 6                            | 33                           | 5,5                          | 21                           | 0                            | 12                           | 6                          | 44                         | 7,3                        | 16                         | 0                          |                            |                            |
| 2                            | 6                            | 50                           | 8,3                          | 20                           | 0                            | 13                           | 6                          | 43                         | 7,3                        | 17                         | 0                          |                            |                            |
| 3                            | 6                            | 41                           | 6,8                          | 20                           | 0                            | 14                           | 6                          | 26                         | 4,3                        | 14                         | 1                          |                            |                            |
| 4                            | 6                            | 29                           | 4,8                          | 10                           | 0                            | 15                           | 6                          | 41                         | 6,8                        | 13                         | 0                          |                            |                            |
| 5                            | 6                            | 39                           | 6,5                          | 14                           | 0                            | 16                           | 6                          | 38                         | 6,3                        | 27                         | 1                          |                            |                            |
| 6                            | 6                            | 30                           | 5                            | 22                           | 1                            | 17                           | 6                          | 39                         | 6,5                        | 19                         | 0                          |                            |                            |
| 7                            | 6                            | 47                           | 7,8                          | 17                           | 0                            | 18                           | 6                          | 51                         | 8,5                        | 13                         | 0                          |                            |                            |
| 8                            | 6                            | 38                           | 6,3                          | 15                           | 0                            | 19                           | 6                          | 48                         | 8                          | 15                         | 0                          |                            |                            |
| 9                            | 6                            | 34                           | 5,7                          | 13                           | 0                            | 20                           | 6                          | 40                         | 6,7                        | 13                         | 0                          |                            |                            |
| 10                           | 6                            | 28                           | 4,7                          | 12                           | 1                            | 21                           | 6                          | 32                         | 5,3                        | 18                         | 0                          |                            |                            |
| 11                           | 6                            | 29                           | 4,8                          | 18                           | 0                            | 22                           | 6                          | 58                         | 9,7                        | 8                          | 0                          |                            |                            |
| Podsumowanie pierwszej rundy | Podsumowanie pierwszej rundy | Podsumowanie pierwszej rundy | Podsumowanie pierwszej rundy | Podsumowanie pierwszej rundy | Podsumowanie pierwszej rundy | Podsumowanie pierwszej rundy | Podsumowanie drugiej rundy | Podsumowanie drugiej rundy | Podsumowanie drugiej rundy | Podsumowanie drugiej rundy | Podsumowanie drugiej rundy | Podsumowanie drugiej rundy | Podsumowanie drugiej rundy |
| 66                           | 66                           | 398                          | 6                            | 182                          | 2                            | 66                           | 66                         | 460                        | 7                          | 174                        | 2                          |                            |                            |
| Podsumowanie sezonu          |                              |                              |                              |                              |                              |                              |                            |                            |                            |                            |                            |                            |                            |
| 132                          | 132                          | 858                          | 858                          | 6,5                          | 6,5                          | 6,5                          | 356                        | 356                        | 4                          | 4                          |                            |                            |                            |

## Najlepsi strzelcy
| Bramki | Zawodnik                   | Klub                               |
| ------ | -------------------------- | ---------------------------------- |
| 27     | Marcin Mikołajewicz        | Pogoń 04 Szczecin                  |
| 22     | Michał Marciniak           | Gatta Zduńska Wola                 |
| 20     | Denys Demiszew             | Marwit Toruń                       |
| 20     | Paweł Machura              | Rekord Bielsko-Biała               |
| 18     | Mirosław Miozga            | Clearex Chorzów                    |
| 18     | Bartosz Siadul             | Gwiazda Ruda Śląska                |
| 17     | Adam Jonczyk               | Gwiazda Ruda Śląska                |
| 15     | Łukasz Sobański            | Red Devils Chojnice                |
| 15     | Mariusz Milewski           | Gatta Zduńska Wola                 |
| 15     | Rafał Franz                | Wisła Krakbet Kraków               |
| 15     | Serhij Zadorożny           | Wisła Krakbet Kraków               |
| 15     | Michał Kubik               | Pogoń 04 Szczecin                  |
| 14     | Daniel Wojtyna             | Clearex Chorzów                    |
| 13     | Douglas Dos Santos Nicolau | Pogoń 04 Szczecin                  |
| 13     | Krzysztof Kusia            | Wisła Krakbet Kraków               |
| 12     | Michał Szymczak            | Gatta Zduńska Wola                 |
| 12     | Daniel Lebiedziński        | Marwit Toruń                       |
| 12     | Łukasz Pieczyński          | Red Devils Chojnice                |
| 12     | Patryk Szachnitowski       | GKS Futsal Tychy                   |
| 12     | Frane Despotović           | Wisła Krakbet Kraków               |
| 11     | Roman Wachuła              | Wisła Krakbet Kraków               |
| 11     | Artur Popławski            | Rekord Bielsko-Biała               |
| 11     | Robert Satora              | Remedium Pyskowice/AZS UŚ Katowice |
| 11     | Piotr Łopuch               | Clearex Chorzów                    |
| 11     | Łukasz Knioch              | AZS UG Gdańsk                      |
| 11     | Damian Ficek               | Remedium Pyskowice                 |
| 11     | Tomasz Dura                | Rekord Bielsko-Biała               |
| 10     | Tomasz Lutecki             | Clearex Chorzów                    |
| 10     | Tomasz Starowicz           | Remedium Pyskowice                 |
| 10     | Wojciech Pawicki           | AZS UG Gdańsk                      |
| 10     | Łukasz Tubacki             | Clearex Chorzów                    |
| 10     | Łukasz Knioch              | Pogoń 04 Szczecin                  |
| 10     | Tomasz Rabczak             | Clearex Chorzów                    |
| 10     | Radek Polasek              | Rekord Bielsko-Biała               |
| 10     | Piotr Myszor               | GKS Futsal Tychy                   |
| ...    |                            |                                    |

## Klasyfikacja Fair Play
| Lp. | Klub                 | Żółta kartka | Czerwona kartka | Pkt. |
| --- | -------------------- | ------------ | --------------- | ---- |
| 1   | Marwit Toruń         | 21           | 0               | 50   |
| 2   | Red Devils Chojnice  | 25           | 1               | 66   |
| 3   | Gatta Zduńska Wola   | 24           | 1               | 67   |
| 4   | Clearex Chorzów      | 27           | 0               | 73   |
| 5   | Pogoń 04 Szczecin    | 26           | 0               | 92   |
| 6   | AZS UG Gdańsk        | 31           | 0               | 93   |
| 7   | Remedium Pyskowice   | 30           | 0               | 96   |
| 8   | GKS Futsal Tychy     | 31           | 0               | 96   |
| 9   | Wisła Krakbet Kraków | 32           | 0               | 98   |
| 10  | Rekord Bielsko-Biała | 32           | 1               | 98   |
| 11  | AZS UŚ Katowice      | 37           | 1               | 146  |
| 12  | Gwiazda Ruda Śląska  | 40           | 0               | 158  |

## Trenerzy
| Klub                 | Trener            | Asystent                |
| -------------------- | ----------------- | ----------------------- |
| Wisła Krakbet Kraków | Błażej Korczyński | Rafał Janke             |
| Marwit Toruń         | Roman Smirnow     | Sławomir Pawenta        |
| Rekord Bielsko-Biała | Andrea Bucciol    | Krzysztof Burnecki      |
| Gatta Zduńska Wola   | Wojciech Sopur    | Mariusz Milewski        |
| AZS UG Gdańsk        | Mariusz Kinda     | Michał Janiak           |
| Gwiazda Ruda Śląska  | Rafał Krzyśka     | Stanisław Grzywaczewski |
| Red Devils Chojnice  | Ołeh Zozula       | Marek Szank             |
| GKS Tychy            | Grzegorz Morkis   | –                       |
| Pogoń 04 Szczecin    | Gerard Juszczak   | Andrzej Klimer          |
| AZS UŚ Katowice      | Rafał Jarzmik     | –                       |
| Remedium Pyskowice   | Marcin Waniczek   | –                       |
| Clearex Chorzów      | Rafał Barszcz     | Tadeusz Wolny           |

## Hale
| Herb | Miasto        | Adres                                                    | Klub                 | Miejsca (siedzące) | Wymiary boiska |
| ---- | ------------- | -------------------------------------------------------- | -------------------- | ------------------ | -------------- |
|      | Chojnice      | Hala Widowiskowo-Sportowa Parku Wodnego                  | Red Devils Chojnice  | 610 (610)          | 38 × 19 m      |
|      | Szczecin      | Hala MOSRiR                                              | Pogoń 04 Szczecin    | 1000 (730)         | 40 × 20 m      |
|      | Zduńska Wola  | Hala Sportowa SP 6 w Zduńskiej Woli                      | Gatta Zduńska Wola   | 800 (500)          | b.d.           |
|      | Chorzów       | MORiS                                                    | Clearex Chorzów      | 1500 (1 100)       | 44 × 26 m      |
|      | Toruń         | MOSiR                                                    | Marwit Toruń         | b.d.               | b.d.           |
|      | Kraków        | Hala sportowa „TS Wisła”, ul. Reymonta 22, 30-059 Kraków | Wisła Krakbet Kraków | 2600 (1800)        | b.d.           |
|      | Pyskowice     | Hala im. Huberta Wagnera                                 | Remedium Pyskowice   | b.d.               | b.d.           |
|      | Bielsko-Biała | Ośrodek Sportowo-Szkoleniowy Rekord                      | Rekord Bielsko-Biała | 300 (300)          | 44 × 24 m      |
|      | Katowice      | Hala MOSiR w Szopienicach                                | AZS UŚ Katowice      | b.d.               | b.d.           |
|      | Tychy         | Hala widowiskowo-sportowa w Tychach                      | GKS Tychy            | 1250 (1250)        | 44 × 22 m      |
|      | Ruda Śląska   | Hala MOSiR                                               | Gwiazda Ruda Śląska  | 570 (570)          | 42 × 22 m      |
|      | Gdańsk        | Miejska Hala Sportowa w Gdańsku                          | AZS UG Gdańsk        | 700 (700)          | 42 × 24 m      |

## Mecze

### Kolejka 1
| 13 września 2012 | Gatta Zduńska Wola                                    | 4:4   | Marwit Toruń                                                                    |  |
| 19:15            | Marcin Olejniczak 9', 40' · Michał Marciniak 36', 38' | (1:1) | 2' Daniel Lebiedziński · 31' Ołeksandr Szamotij · 33', 34' Michał Wojciechowski |  |

| 14 września 2012 | Clearex Chorzów                                                                               | 4:2   | Pogoń 04 Szczecin                          |  |
| 18:00            | Daniel Wojtyna 7' · Konrad Podobiński 26' · Mirosław Miozga 29' · Sebastian Wojciechowski 38' | (1:0) | 22' Michał Kubik · 22' Marcin Mikołajewicz |  |

| 15 września 2012 | Gwiazda Ruda Śląska | 1:4   | Wisła Krakbet Kraków                                  |  |
| 18:00            | Mateusz Omylak 40'  | (0:2) | 2', 29' Frane Despotović · 12', 40' Serhij Zadorożnij |  |

| 16 września 2012 | AZS UŚ Katowice   | 1:4   | Red Devils Chojnice                                                                         |  |
| 17:00            | Robert Satora 26' | (0:1) | 8' Mariusz Kaźmierczak · 29' Witalij Kołesnyk · 35' Łukasz Sobański · 40' Łukasz Pieczyński |  |

| 16 września 2012 | AZS UG Gdańsk                             | 2:3   | Rekord Bielsko-Biała                      |  |
| 17:00            | Marcin Szymański 26' · Tomasz Poźniak 30' | (0:0) | 32', 37' Michał Marek · 35' Radek Polášek |  |

| 16 września 2012 | Remedium Pyskowice        | 2:2   | GKS Tychy                              |  |
| 18:00            | Tomasz Starowicz 29', 36' | (0:1) | 20' Michał Włodarek · 34' Piotr Myszor |  |

### Kolejka 2
| 20 września 2012 | Wisła Krakbet Kraków                                           | 3:1   | Remedium Pyskowice   |  |
| 19:15            | Serhij Zadorożnij 6' · Krzysztof Kusia 33' · Roman Wachuła 38' | (1:1) | 13' Tomasz Starowicz |  |

| 21 września 2012 | Pogoń 04 Szczecin                                                                       | 5:1   | Gwiazda Ruda Śląska |  |
| 19:00            | Douglas 32' · Marcin Mikołajewicz 33', 34' · Ricardinho 35' · Bartosz Przygórzewski 40' | (0:0) | 39' Jacek Hewlik    |  |

| 22 września 2012 | Marwit Toruń                                   | 2:3   | AZS UŚ Katowice                                 |  |
| 16:00            | Dmytro Koretskyi 1' · Michał Wojciechowski 36' | (1:1) | 19' Aleksander Kolmas · 27', 31' Szymon Morgała |  |

| 22 września 2012 | Gatta Zduńska Wola                                                                                       | 7:5   | Clearex Chorzów                                                                      |  |
| 18:00            | Michał Szymczak 10' · Michał Marciniak 20', 22', 26' · Mariusz Rachubiński 31', 31' · Igor Sobalczyk 38' | (1:2) | 4' Michał Grecz · 8' Konrad Podobiński · 27', 39' Piotr Łopuch · 28' Mirosław Miozga |  |

| 23 września 2012 | GKS Tychy                                   | 3:12  | Rekord Bielsko-Biała |  |
| 16:00            | Sławomir Pękala 24' · Piotr Myszor 25', 27' | (0:2) | 14' Andrzej Szłapa · 16' Radek Polášek · 23', 33' Paweł Machura · 25' Piotr Szymura · 27', 37', 38' Tomasz Dura · 34', 35' Michał Marek · 40', 40' Artur Popławski |  |

| 23 września 2012 | Red Devils Chojnice                                                                                                  | 7:1   | AZS UG Gdańsk        |  |
| 18:00            | Wadym Iwanow 10', 14', 34' · Łukasz Sobański 13' · Jakub Mączkowski 27' · Łukasz Pieczyński 30' · Tomasz Kriezel 40' | (3:0) | 28' Łukasz Olszewski |  |

### Kolejka 3
| 6 października 2012 | Wisła Krakbet Kraków                                         | 3:4   | GKS Tychy                                                              |  |
| 18:00               | Marcin Czech 9' · Frane Despotović 21' · Krzysztof Kusia 33' | (1:1) | 12', 30' Patryk Szachnitowski · 28' Łukasz Jagiełło · 28' Samuel Jania |  |

| 6 października 2012 | AZS UŚ Katowice                                             | 3:6   | Clearex Chorzów                                                                                             |  |
| 19:30               | Aleksander Kolmas 5' · Rafał Jarzmik 27' · Łukasz Tosik 34' | (1:2) | 14' Daniel Wojtyna · 14' Tomasz Rabczak · 36' Piotr Łopuch · 37', 40' Mirosław Miozga · 38' Robert Gładczak |  |

| 7 października 2012 | Gwiazda Ruda Śląska                                                           | 4:4   | Gatta Zduńska Wola                                   |  |
| 16:30               | Bartosz Siadul 14' · Jacek Hewlik 16' · Adam Jonczyk 17' · Marek Bugański 40' | (3:1) | 9', 26', 30' Michał Marciniak · 25' Mariusz Milewski |  |

| 7 października 2012 | AZS UG Gdańsk         | 2:7   | Marwit Toruń                                                                                         |  |
| 17:00               | Tomasz Musik 14', 28' | (1:2) | 11', 31' Michał Maciąg · 17', 37' Daniel Lebiedziński · 24', 35' Denys Demyszew · 28' Mykoła Morozow |  |

| 7 października 2012 | Remedium Pyskowice   | 1:2   | Pogoń 04 Szczecin           |  |
| 18:00               | Tomasz Starowicz 22' | (0:1) | 4', 23' Marcin Mikołajewicz |  |

| 7 października 2012 | Rekord Bielsko-Biała                 | 2:3   | Red Devils Chojnice                                             |  |
| 18:00               | Paweł Machura 5' · Radek Polášek 38' | (1:1) | 18' Łukasz Pieczyński · Wadym Iwanow 31' · Jakub Mączkowski 33' |  |

### Kolejka 4
| 12 października 2012 | Clearex Chorzów                                                                                                 | 7:4   | AZS UG Gdańsk                                                    |  |
| 18:00                | Daniel Wojtyna 10' · Piotr Łopuch 20', 32', 32' · Mirosław Miozga 24' · Mariusz Seget 25' · Wojciech Pawlak 40' | (2:3) | 8' Wojciech Pawicki · 10', 20' Łukasz Knioch · 27' Dominik Depta |  |

| 13 października 2012 | Gwiazda Ruda Śląska | 1:2   | AZS UŚ Katowice                        |  |
| 18:00                | Jacek Hewlik 14'    | (1:1) | 20' Szymon Morgała · 40' Rafał Jarzmik |  |

| 13 października 2012 | Pogoń 04 Szczecin                              | 3:1   | Wisła Krakbet Kraków |  |
| 18:00                | Marcin Mikołajewicz 5', 11' · Michał Kubik 25' | (2:0) | 38' Krzysztof Kusia  |  |

| 13 października 2012 | Gatta Zduńska Wola                                                                    | 4:2   | Remedium Pyskowice                  |  |
| 18:00                | Michał Szymczak 12' · Błażej Bujalski 23' · Michał Marciniak 32' · Igor Sobalczyk 35' | (1:1) | 12' Tomasz Wolny · 36' Damian Ficek |  |

| 14 października 2012 | Marwit Toruń         | 1:1   | Rekord Bielsko-Biała |  |
| 14:00                | Dmytro Koretskyi 29' | (0:0) | 37' Tomasz Dura      |  |

| 14 października 2012 | GKS Tychy           | 1:2   | Red Devils Chojnice                        |  |
| 18:00                | Michał Włodarek 34' | (1:1) | 29' Mariusz Kaźmierczak · 37' Vadym Ivanov |  |

### Kolejka 5
| 19 października 2012 | Pogoń 04 Szczecin                                              | 3:3   | GKS Tychy                                                   |  |
| 19:00                | Michał Kubik 8' · Daniel Maćkiewicz 15' · Łukasz Żebrowski 38' | (2:2) | 9' Łukasz Jagiełło · 11' Sławomir Pękala · 34' Piotr Myszor |  |

| 20 października 2012 | AZS UG Gdańsk                                                                               | 6:6   | Gwiazda Ruda Śląska                                                                           |  |
| 18:00                | Wojciech Pawicki 14', 14' · Łukasz Knioch 21' · Tomasz Poźniak 26' · Dominik Depta 31', 37' | (2:1) | 19', 35' Ariel Piasecki · 19' Mateusz Omylak · 27' Wojciech Pawicki · 36', 38' Marek Bugański |  |

| 20 października 2012 | Wisła Krakbet Kraków      | 2:3   | Gatta Zduńska Wola                                 |  |
| 20:30                | Marcin Kiełpiński 8', 18' | (2:0) | 24' Michał Szymczak · 31', 37' Marcin Stanisławski |  |

| 21 października 2012 | Red Devils Chojnice                         | 3:2   | Marwit Toruń                             |  |
| 18:00                | Jakub Mączkowski 4' · Wadym Iwanow 26', 40' | (1:1) | 20' Dmytro Korećkyj · 26' Denys Demyszew |  |

| 21 października 2012 | Rekord Bielsko-Biała                            | 4:1   | Clearex Chorzów    |  |
| 18:00                | Radek Polášek 15' · Paweł Machura 25', 34', 35' | (1:1) | 20' Tomasz Lutecki |  |

| 21 października 2012 | Remedium Pyskowice                                            | 4:2   | AZS UŚ Katowice                        |  |
| 18:00                | Marcin Minkus 5', 27' · Tomasz Stasiak 38' · Damian Ficek 40' | (1:1) | 8' Robert Satora · 37' Robert Gładczak |  |

### Kolejka 6
| 2 listopada 2012 | Clearex Chorzów | 10:0  | Red Devils Chojnice |  |
| 18:00            | Mirosław Miozga 11', 28' · Piotr Łopuch 16' · Mariusz Seget 19', 23' · Daniel Wojtyna 19', 27', 38' · Tomasz Lutecki 32', 33' | (4:0) |                     |  |

| 3 listopada 2012 | Gatta Zduńska Wola | 0:0   | Pogoń 04 Szczecin |  |
| 18:00            |                    | (0:0) |                   |  |

| 3 listopada 2012 | Gwiazda Ruda Śląska                                               | 4:3   | Rekord Bielsko-Biała                                        |  |
| 18:00            | Bartosz Siadul 1', 11' · Wojciech Działach 21' · Adam Jonczyk 36' | (2:1) | 12' Artur Popławski · 36' Radek Polášek · 40' Paweł Machura |  |

| 3 listopada 2012 | AZS UŚ Katowice                                  | 0:4   | Wisła Krakbet Kraków |  |
| 19:30            | Frane Despotović 10' · Rafał Franz 23', 32', 40' | (0:1) |                      |  |

| 4 listopada 2012 | GKS Tychy           | 1:2   | Marwit Toruń                                |  |
| 18:00            | Łukasz Jagiełło 15' | (1:1) | 7' Daniel Lebiedziński · 34' Denys Demyszew |  |

| 4 listopada 2012 | Remedium Pyskowice                                             | 4:2   | AZS UG Gdańsk                        |  |
| 18:00            | Tomasz Stasiak 29' · Tomasz Misiak 31' · Damian Ficek 36', 40' | (0:1) | 11' Tomasz Musik · 21' Dominik Depta |  |

### Kolejka 7
| 10 listopada 2012 | Gatta Zduńska Wola                                                             | 5:2   | GKS Tychy                                    |  |
| 19:00             | Michał Marciniak 21', 24', 25' · Marcin Olejniczak 22' · Krzysztof Adamski 29' | (0:1) | 12' Patryk Szachnitowski · 24' Rafał Harazim |  |

| 9 listopada 2012 | Red Devils Chojnice | 9:1   | Gwiazda Ruda Śląska |  |
| 19:00            | Dariusz Pieczyński 3' · Tomasz Kriezel 13' · Łukasz Pieczyński 16', 34' · Dominik Solecki 24' · Łukasz Sobański 27', 36' · Mihail Sundeev 34' · Jakub Mączkowski 36' | (3:0) | 38' Michał Słonina  |  |

| 9 listopada 2012 | Wisła Krakbet Kraków                                          | 4:1   | AZS UG Gdańsk        |  |
| 19:00            | Adrian Pater 4' · Rafał Franz 28', 34' · Frane Despotović 29' | (1:1) | 19' Łukasz Olszewski |  |

| 9 listopada 2012 | Marwit Toruń                                                     | 3:2   | Clearex Chorzów                          |  |
| 20:00            | Denys Demyszew 11' · Michał Maciąg 19' · Daniel Lebiedziński 28' | (2:0) | 26' Mirosław Miozga · 40' Tomasz Rabczak |  |

| 9 listopada 2012 | Pogoń 04 Szczecin                                                                                             | 9:2   | AZS UŚ Katowice                     |  |
| 19:00            | Marcin Mikołajewicz 4', 32' · Daniel Maćkiewicz 11', 13', 13' · Łukasz Tubacki 13', 24' · Ricardinho 30', 34' | (5:1) | 18' Adam Grędysa · 37' Łukasz Tosik |  |

| 9 listopada 2012 | Rekord Bielsko-Biała                  | 2:7   | Remedium Pyskowice                                                                          |  |
| 19:00            | Artur Popławski 19' · Tomasz Dura 30' | (1:3) | 6', 32', 34' Damian Ficek · 11', 25' Mariusz Połeć · 12' Tomasz Wolny · 35' Łukasz Borowski |  |

### Kolejka 8
| 18 listopada 2012 | GKS Tychy                                     | 3:4   | Clearex Chorzów                                                                   |  |
| 18:00             | Rafał Harazim 4', 16' · Roman Trojanowski 24' | (2:1) | 7' Mirosław Miozga · 24' Krzysztof Salisz · 32' Tomasz Rabczak · 34' Michał Grecz |  |

| 21 listopada 2012 | AZS UŚ Katowice                                   | 4:4   | Gatta Zduńska Wola                                                        |  |
| 19:30             | Robert Satora 7', 24', 39' · Jędrzej Jasiński 34' | (1:2) | 19' Michał Marciniak · 20' Marcin Stanisławski · 31', 37' Michał Szymczak |  |

| 18 listopada 2012 | Gwiazda Ruda Śląska    | 1:5   | Marwit Toruń                                                                                   |  |
| 18:30             | Mateusz Krzymiński 32' | (0:1) | 7' Dmytro Korećkyj · 9' Denys Demyszew · 25' Patryk Szczepaniak · 32', 37' Daniel Lebiedziński |  |

| 17 listopada 2012 | AZS UG Gdańsk                              | 2:7   | Pogoń 04 Szczecin                                                                           |  |
| 19:00             | Łukasz Grabowski 6' · Wojciech Pawicki 28' | (1:1) | 3' Marcin Mikołajewicz · 14', 30' Michał Kubik · 15' Douglas · 17', 33', 36' Łukasz Tubacki |  |

| 18 listopada 2012 | Remedium Pyskowice                          | 3:1   | Red Devils Chojnice   |  |
| 18:00             | Tomasz Misiak 28', 28' · Łukasz Groszak 40' | (0:1) | 14' Łukasz Pieczyński |  |

| 18 listopada 2012 | Rekord Bielsko-Biała               | 2:2   | Wisła Krakbet Kraków                      |  |
| 18:00             | Tomasz Dura 9' · Piotr Szymura 18' | (2:1) | 12' Błażej Korczyński · 35' Roman Wachuła |  |

### Kolejka 9
| 25 listopada 2012 | AZS UŚ Katowice                                 | 3:4   | GKS Tychy                                                                                        |  |
| 17:00             | Aleksander Kolmas 28', 37' · Szymon Morgała 31' | (0:2) | 9' Wojciech Marynowicz · 14', 22' Patryk Szachnitowski · 25' Damian Wojtas · 38' Sławomir Pękala |  |

| 24 listopada 2012 | Clearex Chorzów | 9:1   | Gwiazda Ruda Śląska |  |
| 17:00             | Michał Grecz 2' · Daniel Wojtyna 3', 19', 37' · Konrad Podobiński 18', 20', 40' · Mirosław Miozga 36' · Wojciech Pawlak 40' | (5:1) | 13' Mateusz Omylak  |  |

| 24 listopada 2012 | Gatta Zduńska Wola                                                                                                   | 6:0   | AZS UG Gdańsk |  |
| 18:00             | Igor Sobalczyk 5' · Mariusz Milewski 7' · Krzysztof Adamski 11', 25' · Marcin Stanisławski 16' · Michał Szymczak 26' | (4:0) |               |  |

| 23 listopada 2012 | Marwit Toruń       | 1:0   | Remedium Pyskowice |  |
| 20:00             | Mykoła Morozow 26' | (0:0) |                    |  |

| 18 listopada 2012 | Pogoń 04 Szczecin                                     | 3:2   | Rekord Bielsko-Biała                 |  |
| 18:00             | Daniel Maćkiewicz 1' · Douglas 8' · Artur Jurczak 13' | (3:2) | 10' Łukasz Tubacki · 16' Tomasz Dura |  |

| 25 listopada 2012 | Red Devils Chojnice                                             | 3:1   | Wisła Krakbet Kraków  |  |
| 18:00             | Dariusz Pieczyński 21' · Dominik Solecki 31' · Wadym Iwanow 39' | (0:1) | 10' Marcin Kiełpiński |  |

### Kolejka 10
| 2 grudnia 2012 | GKS Tychy                     | 2:1   | Gwiazda Ruda Śląska |  |
| 18:00          | Patryk Szachnitowski 30', 36' | (0:0) | 33' Bartosz Siadul  |  |

| 2 grudnia 2012 | Clearex Chorzów                                                                         | 5:3   | Pogoń 04 Szczecin                                                |  |
| 17:00          | Łukasz Olszewski 6', 23' · Michał Olszewski 12' · Łukasz Knioch 36' · Dominik Depta 37' | (2:1) | 13' Aleksander Kolmas · 28' Robert Satora · 37' Dariusz Wolański |  |

| 2 grudnia 2012 | Remedium Pyskowice | 1:3   | Clearex Chorzów                                            |  |
| 18:00          | Tomasz Stasiak 40' | (0:1) | 15' Piotr Łopuch · 27' Tomasz Rabczak · 32' Tomasz Lutecki |  |

| 2 grudnia 2012 | Rekord Bielsko-Biała                                                                             | 5:2   | Gatta Zduńska Wola                         |  |
| 18:00          | Łukasz Mentel 4' · Paweł Machura 10' · Andrzej Szłapa 20' · Radek Polášek 21' · Jan Janovský 33' | (3:1) | 19' Michał Szymczak · 40' Mariusz Milewski |  |

| 1 grudnia 2012 | Wisła Krakbet Kraków                   | 2:3   | Marwit Toruń                                                           |  |
| 20:00          | Serhij Zadorożnij 6' · Rafał Franz 40' | (1:0) | 24' Ołeksandr Szamotij · 34' Michał Wojciechowski · 35' Denys Demyszew |  |

| 16 września 2012 | Red Devils Chojnice  | 0:1   | Pogoń 04 Szczecin |  |
| 18:00            | Łukasz Żebrowski 13' | (0:1) |                   |  |

### Kolejka 11
| 15 grudnia 2012 | AZS UG Gdańsk                                                   | 3:4   | GKS Tychy                                                          |  |
| 18:00           | Dominik Depta 12' · Wojciech Pawicki 28' · Łukasz Olszewski 36' | (1:2) | 16', 33' Michał Włodarek · 18' Damian Wojtas · 32' Sławomir Pękala |  |

| 15 grudnia 2012 | Gwiazda Ruda Śląska     | 2:5   | Remedium Pyskowice                                                                                      |  |
| 16:00           | Ariel Piasecki 15', 26' | (1:2) | 9' Tomasz Starowicz · 14' Tomasz Misiak · 25' Krzysztof Piskorz · 29' Tomasz Stasiak · 39' Tomasz Wolny |  |

| 15 grudnia 2012 | AZS UŚ Katowice | 0:0   | Rekord Bielsko-Biała |  |
| 19:30           |                 | (0:0) |                      |  |

| 14 grudnia 2012 | Clearex Chorzów         | 2:3   | Wisła Krakbet Kraków                          |  |
| 18:00           | Tomasz Lutecki 19', 31' | (1:2) | 4', 20' Frane Despotović · 28' Zbigniew Mirga |  |

| 14 grudnia 2012 | Gatta Zduńska Wola   | 1:3   | Red Devils Chojnice                                                   |  |
| 18:00           | Mariusz Milewski 39' | (0:0) | 18' Michaił Sundiejew · 22' Dominik Solecki · 30' Mariusz Kaźmierczak |  |

| 16 grudnia 2012 | Marwit Toruń                                | 3:3   | Pogoń 04 Szczecin |  |
| 18:00           | Łukasz Żebrowski 13' · Łukasz Żebrowski 13' | (0:1) |                   |  |

### Kolejka 12
| 23 grudnia 2012 | GKS Tychy                              | 2:7   | Remedium Pyskowice                                                                                |  |
| 18:00           | Sławomir Pękala 20' · Piotr Myszor 36' | (1:0) | 21', 22' Patryk Piasecki · 34', 37' Tomasz Starowicz · 40', 40' Marcin Minkus · 40' Tomasz Misiak |  |

| 22 grudnia 2012 | Rekord Bielsko-Biała                                                          | 7:2   | AZS UG Gdańsk                               |  |
| 17:00           | Paweł Machura 6', 8', 18' · Artur Popławski 11', 29', 31' · Piotr Szymura 37' | (3:0) | 30' Wojciech Pawicki · 40' Łukasz Grabowski |  |

| 21 grudnia 2012 | Wisła Krakbet Kraków                    | 2:6   | Gwiazda Ruda Śląska                                                       |  |
| 19:00           | Adrian Pater 3' · Marcin Kiełpiński 31' | (1:1) | 4', 35' Adam Jonczyk · 21', 31' Szymon Łuszczek · 32', 36' Bartosz Siadul |  |

| 23 grudnia 2012 | Red Devils Chojnice                                                                   | 5:2   | AZS UŚ Katowice                            |  |
| 18:00           | Wadym Iwanow 5' · Witalij Kołesnyk 9' · Dominik Solecki 11' · Tomasz Kriezel 39', 40' | (3:2) | 4' Robert Gładczak · 12' Krzysztof Grędysa |  |

| 21 grudnia 2012 | Pogoń 04 Szczecin                                           | 3:0   | Clearex Chorzów |  |
| 19:00           | Michał Kubik 3' · Paweł Bogucki 11' · Daniel Maćkiewicz 35' | (2:0) |                 |  |

| 21 grudnia 2012 | Marwit Toruń                                    | 2:6   | Gatta Zduńska Wola |  |
| 19:00           | Michał Wojciechowski 12' · Sylwester Kieper 14' | (2:2) | 18' Michał Marciniak · 18' Mariusz Milewski · 21' Marcin Stanisławski · 30' Błażej Bujalski · 35' Michał Maciąg · 39' Mateusz Gepert |  |

### Kolejka 13
| 5 stycznia 2013 | Remedium Pyskowice   | 2:6   | Wisła Krakbet Kraków                                                                                           |  |
| 18:00           | Tomasz Wolny 7', 12' | (1:0) | 2' Frane Despotović · 12', 31' Marcin Kiełpiński · 30' Rafał Franz · 35' Roman Wachuła · 39' Serhij Zadorożnij |  |

| 5 stycznia 2013 | AZS UG Gdańsk        | 1:7   | Red Devils Chojnice                                                                               |  |
| 18:00           | Marcin Szymański 37' | (0:2) | 9' Tomasz Kriezel · 14' Vadym Ivanov · 24', 29', 35' Łukasz Sobański · 25', 40' Łukasz Pieczyński |  |

| 5 stycznia 2013 | Gwiazda Ruda Śląska   | 1:3   | Pogoń 04 Szczecin                               |  |
| 16:00           | Mateusz Krzymiński 3' | (1:1) | 15', 34' Marcin Mikołajewicz · 20' Michał Kubik |  |

| 5 stycznia 2013 | AZS UŚ Katowice                             | 2:7   | Marwit Toruń                                                                                        |  |
| 19:30           | Krzysztof Grędysa 26' · Grzegorz Liszka 40' | (0:2) | 3', 14' Denys Demyszew · 16', 25', 37' Daniel Lebiedziński · 30' Michał Maciąg · 32' Mykoła Morozow |  |

| 5 stycznia 2013 | Clearex Chorzów                                          | 3:3   | Gatta Zduńska Wola                                                 |  |
| 17:00           | Jacek Hewlik 10' · Maciej Gaweł 22' · Tomasz Lutecki 23' | (1:2) | 2' Mariusz Milewski · 9' Marcin Stanisławski · 17' Błażej Bujalski |  |

| 5 stycznia 2013 | Rekord Bielsko-Biała                                             | 5:3   | GKS Tychy                                                  |  |
| 16:00           | Piotr Szymura 6', 11' · Paweł Machura 8', 11' · Jan Janovský 36' | (4:0) | 22' Piotr Myszor · 27' Rafał Harazim · 36' Michał Włodarek |  |

### Kolejka 14
| 11 stycznia 2013 | Clearex Chorzów                                                      | 4:2   | AZS UŚ Katowice                           |  |
| 20:00            | Piotr Łopuch 17', 28' · Krzysztof Salisz 22' · Paweł Pstrusiński 38' | (1:1) | 7' Grzegorz Liszka · 25' Dariusz Wolański |  |

| 12 stycznia 2013 | Marwit Toruń           | 2:1   | AZS UG Gdańsk        |  |
| 17:00            | Denys Demiszew 8', 13' | (2:0) | 33' Łukasz Grabowski |  |

| 12 stycznia 2013 | Gatta Zduńska Wola                            | 2:1   | Gwiazda Ruda Śląska |  |
| 19:00            | Michał Marciniak 2' · Marcin Stanisławski 12' | (2:1) | 8' Szymon Łuszczek  |  |

| 13 stycznia 2013 | Pogoń Szczecin                  | 3:2   | Remedium Pyskowice       |  |
| 17:00            | Marcin Mikołajewicz 3', 6', 30' | (2:1) | 19', 38' Patryk Piasecki |  |

| 13 stycznia 2013 | GKS Tychy                                | 3:3   | Wisła Krakbet Kraków                           |  |
| 18:00            | Rafał Harazim 7', 28' · Piotr Myszor 15' | (2:3) | 8', 13' Krzysztof Kusia · 18' Frane Despotović |  |

| 13 stycznia 2013 | Red Devils Chojnice   | 1:2   | Rekord Bielsko-Biała                      |  |
| 18:00            | Dariusz Pieczyński 9' | (1:2) | 2' Jan Janovskyr · 8' Dominik Solecki (s) |  |

### Kolejka 15
| 19 stycznia 2013 | AZS UŚ Katowice                                                       | 4:4   | Gwiazda Ruda Śląska                                                |  |
| 15:00            | Aleksander Kolmas 13' · Dariusz Wolański 34', 35' · Damian Wojtas 40' | (1:1) | 4' Adrian Zabłocki · 33', 33' Bartosz Siadul · 40' Szymon Łuszczek |  |

| 19 stycznia 2013 | AZS UG Gdańsk                                                    | 4:3   | Clearex Chorzów                                               |  |
| 18:00            | Wojciech Pawicki 1' · Dominik Depta 14', 18' · Jacek Burglin 39' | (3:1) | 11' Daniel Wojtyna · 32' Mirosław Miozga · 38' Tomasz Rabczak |  |

| 20 stycznia 2013 | Red Devils Chojnice                                                                       | 5:4   | GKS Tychy                                                            |  |
| 18:00            | Dominik Solecki 11' · Łukasz Sobański 28' · Łukasz Pieczyński 27', 37' · Vadym Ivanov 39' | (1:4) | 6' Piotr Myszor · 12', 14' Michał Słonina · 15' Patryk Szachnitowski |  |

| 20 stycznia 2013 | Wisła Krakbet Kraków                                                                 | 4:1   | Pogoń 04 Szczecin       |  |
| 18:00            | Krzysztof Kusia 7' · Błażej Korczyński 36' · Rafał Franz 39' · Marcin Kiełpiński 40' | (1:0) | 31' Marcin Mikołajewicz |  |

| 20 stycznia 2013 | Rekord Bielsko-Biała                                       | 3:1   | Marwit Toruń        |  |
| 18:00            | Andrzej Szłapa 12' · Radek Polasek 29' · Paweł Machura 33' | (1:1) | 1' Sylwester Kieper |  |

| 20 stycznia 2013 | Remedium Pyskowice                                                             | 4:4   | Gatta Zduńska Wola                                                                         |  |
| 18:00            | Tomasz Stasiak 7' · Marcin Minkus 9' · Damian Ficek 11' · Tomasz Starowicz 27' | (3:3) | 8' Igor Sobalczyk · 12' Krzysztof Adamski · 14' Mariusz Milewski · 36' Marcin Stanisławski |  |

### Kolejka 16
| 1 lutego 2013 | Clearex Chorzów                                                                    | 5:1   | Rekord Bielsko-Biała |  |
| 18:00         | Tomasz Rabczak 6' · Michał Grecz 19' · Mirosław Miozga 19', 39' · Jacek Hewlik 33' | (3:0) | 29' Artur Popławski  |  |

| 1 lutego 2013 | Marwit Toruń                                   | 3:2   | Red Devils Chojnice                         |  |
| 19:00         | Denys Demiszew 23', 35' · Dmytro Koretskyi 38' | (0:0) | 37' Tomasz Kriezel · 38' Dariusz Pieczyński |  |

| 2 lutego 2013 | AZS UŚ Katowice | 0:5 (wo.) | Remedium Pyskowice |  |
| 15:00         |                 |           |                    |  |

| 2 lutego 2013 | Gatta Zduńska Wola                          | 2:2   | Wisła Krakbet Kraków                       |  |
| 18:00         | Michał Marciniak 7' · Marcin Olejniczak 33' | (1:1) | 18' Krzysztof Kusia · Serhij Zadorożny 35' |  |

| 3 lutego 2013 | GKS Tychy           | 2:6   | Pogoń 04 Szczecin                                                                                                 |  |
| 18:00         | Adam Wolak 13', 39' | (1:1) | 8' Łukasz Tubacki · 23', 29', 39' Marcin Mikołajewicz · 38' Douglas Dos Santos Nicolau · 40' Ricardo Gomes Junior |  |

| 4 lutego 2013 | Gwiazda Ruda Śląska                                          | 3:5   | AZS UG Gdańsk                                                                           |  |
| 18:00         | Adam Jonczyk 5' · Bartosz Siadul 20' · Wojciech Działach 33' | (2:2) | 4', 34' Łukasz Grabowski · 16' Łukasz Olszewski · 39' Dominik Depta · 39' Łukasz Knioch |  |

### Kolejka 17
| 15 lutego 2013 | Marwit Toruń                                         | 4:1   | GKS Tychy      |  |
| 19:00          | Denys Demiszew 3' · Oleksandr Szamotij 17', 27', 39' | (2:0) | 38' Adam Wolak |  |

| 16 lutego 2013 | Marwit Toruń                                                                         | 6:6   | Red Devils Chojnice                                                                                |  |
| 19:30          | Marcin Mikołajewicz 1' · Michał Kubik 10' · Douglas Dos Santos Nicolau 21', 21', 22' | (2:2) | 9', 16' Daniel Krawczyk · 25' Mateusz Gepert · 31', 37' Mariusz Milewski · 40' Marcin Stanisławski |  |

| 16 lutego 2013 | AZS UG Gdańsk | 0:2   | Remedium Pyskowice    |  |
| 19:30          |               | (0:2) | 4', 14' Robert Satora |  |

| 17 lutego 2013 | Red Devils Chojnice                         | 2:3   | Clearex Chorzów                                             |  |
| 18:00          | Łukasz Sobański 11' · Łukasz Pieczyński 15' | (2:1) | 16' Tomasz Rabczak · Mirosław Miozga 33' · Maciej Gaweł 37' |  |

| 17 lutego 2013 | Wisła Krakbet Kraków                                                                     | 5:0   | AZS UŚ Katowice |  |
| 18:00          | Adrian Pater 14', 28' · Serhij Zadorożny 15' · Roman Wachuła 16' · Marcin Kiełpiński 32' | (3:0) |                 |  |

| 17 lutego 2013 | Rekord Bielsko-Biała                                                      | 6:4   | Gwiazda Ruda Śląska                              |  |
| 18:00          | Artur Popławski 4', 23' · Paweł Machura 27', 15', 20' · Łukasz Mentel 37' | (4:2) | 17', 19', 28' Adam Jonczyk · 39' Szymon Łuszczek |  |

### Kolejka 16
| 1 lutego 2013 | Clearex Chorzów                                                                    | 5:1   | Rekord Bielsko-Biała |  |
| 18:00         | Tomasz Rabczak 6' · Michał Grecz 19' · Mirosław Miozga 19', 39' · Jacek Hewlik 33' | (3:0) | 29' Artur Popławski  |  |

| 1 lutego 2013 | Marwit Toruń                                   | 3:2   | Red Devils Chojnice                         |  |
| 19:00         | Denys Demiszew 23', 35' · Dmytro Koretskyi 38' | (0:0) | 37' Tomasz Kriezel · 38' Dariusz Pieczyński |  |

| 2 lutego 2013 | AZS UŚ Katowice | 0:5 (wo.) | Remedium Pyskowice |  |
| 15:00         |                 |           |                    |  |

| 2 lutego 2013 | Gatta Zduńska Wola                          | 2:2   | Wisła Krakbet Kraków                       |  |
| 18:00         | Michał Marciniak 7' · Marcin Olejniczak 33' | (1:1) | 18' Krzysztof Kusia · Serhij Zadorożny 35' |  |

| 3 lutego 2013 | GKS Tychy           | 2:6   | Pogoń 04 Szczecin                                                                                                 |  |
| 18:00         | Adam Wolak 13', 39' | (1:1) | 8' Łukasz Tubacki · 23', 29', 39' Marcin Mikołajewicz · 38' Douglas Dos Santos Nicolau · 40' Ricardo Gomes Junior |  |

| 4 lutego 2013 | Gwiazda Ruda Śląska                                          | 3:5   | AZS UG Gdańsk                                                                           |  |
| 18:00         | Adam Jonczyk 5' · Bartosz Siadul 20' · Wojciech Działach 33' | (2:2) | 4', 34' Łukasz Grabowski · 16' Łukasz Olszewski · 39' Dominik Depta · 39' Łukasz Knioch |  |

### Kolejka 18
| 22 lutego 2013 | Clearex Chorzów | 7:1   | Marwit Toruń           |  |
| 18:00          | Tomasz Rabczak 1' · Sebastian Wojciechowski 3', 40' · Mirosław Miozga 20', 37' · Tomasz Ulfik 37' · Michał Maciąg (s) 40' | (3:0) | 40' Oleksandr Szamotij |  |

| 23 lutego 2013 | AZS UŚ Katowice  | 1:5   | Pogoń 04 Szczecin                                                                              |  |
| 15:00          | Łukasz Tosik 22' | (0:1) | 3' Ricardo Gomes Junior · 33', 40' Maciej Wołoszyn · 36' Artur Jurczak · 37' Daniel Maćkiewicz |  |

| 23 lutego 2013 | Gwiazda Ruda Śląska                                                                           | 6:2   | Red Devils Chojnice                      |  |
| 18:00          | Mateusz Krzymiński 16' · Adam Jonczyk 17', 21' · Bartosz Siadul 29', 40' · Ariel Piasecki 35' | (2:1) | 15' Łukasz Sobański · 31' Tomasz Kriezel |  |

| 24 lutego 2013 | GKS Tychy                                                                    | 4:8   | Gatta Zduńska Wola                                                                                  |  |
| 18:00          | Marek Kołodziejczyk 9' · Patryk Szachnitowski 10', 39' · Łukasz Jagiełło 14' | (3:5) | 3', 7', 13', 27' Michał Marciniak · Krzysztof Adamski 8' · Daniel Krawczyk 11' · Mateusz Gepert 32' |  |

| 24 lutego 2013 | AZS UG Gdańsk                                | 3:8   | Wisła Krakbet Kraków |  |
| 20:00          | Łukasz Knioch 1', 31' · Wojciech Pawicki 17' | (2:7) | 4', 15' Serhij Zadorożny · 8' Michał Olszewski (s) · 11', 19' Roman Wachuła · 13', 40' Krzysztof Kusia · 17' Marcin Czech |  |

| 24 lutego 2013 | Remedium Pyskowice                  | 2:4   | Rekord Bielsko-Biała                                         |  |
| 18:00          | Marcin Minkus 2' · Tomasz Wolny 36' | (1:4) | 2', 16' Paweł Machura · 17' Tomasz Dura · 20' Wojciech Łysoń |  |

### Kolejka 19
| 1 marca 2013 | Clearex Chorzów                                                                                            | 8:3   | GKS Tychy                                     |  |
| 18:00        | Jacek Hewlik 6', 33' · Sebastian Wojciechowski 15', 19', 39' · Mariusz Seget 27', 40' · Tomasz Lutecki 30' | (3:2) | 9', 29' Łukasz Jagiełło · 19' Sławomir Pękala |  |

| 1 marca 2013 | Marwit Toruń                                                                                     | 5:3   | Gwiazda Ruda Śląska                                       |  |
| 19:00        | Oleksandr Szamotij 1' · Sylwester Kieper 20', 37' · Denys Demiszew 31' · Daniel Lebiedziński 33' | (2:1) | 3' Adam Jonczyk · 26' Bartosz Siadul · 33' Mateusz Omylak |  |

| 2 marca 2013 | Gatta Zduńska Wola                                  | 4:3   | AZS UŚ Katowice                                                   |  |
| 18:00        | Krzysztof Adamski 9', 19', 32' · Igor Sobalczyk 20' | (3:3) | 14' Krzysztof Trzaskalski · 17' Rafał Jarzmik · 19' Damian Wojtas |  |

| 2 marca 2013 | Pogoń 04 Szczecin                                                                                  | 7:1   | AZS UG Gdańsk        |  |
| 19:00        | Artur Jurczak 14' · Michał Kubik 17', 32' · Marcin Mikołajewicz 19', 29', 39' · Łukasz Tubacki 40' | (3:0) | 35' Paweł Friszkemut |  |

| 2 marca 2013 | Wisła Krakbet Kraków                                                                 | 5:1   | Rekord Bielsko-Biała |  |
| 20:00        | Roman Wachuła 3' · Rafał Franz 5', 17' · Frane Despotović 10' · Serhij Zadorożny 25' | (4:0) | 27' Andrzej Szłapa   |  |

| 3 marca 2013 | Red Devils Chojnice                                                         | 5:3   | Remedium Pyskowice                           |  |
| 18:00        | Tomasz Kriezel 1' · Łukasz Sobański 9', 14', 34' · Tomasz Starowicz (s) 15' | (4:3) | 5' Marcin Minkus · 13', 16' Tomasz Starowicz |  |

### Kolejka 20
| 8 marca 2013 | Wisła Krakbet Kraków                                                     | 4:2   | Red Devils Chojnice                        |  |
| 19:00        | Adrian Pater 2' · Roman Wachuła 10' · Marcin Czech 29' · Rafał Franz 40' | (2:2) | 6' Łukasz Pieczyński · 8' Jakub Mączkowski |  |

| 9 marca 2013 | Gwiazda Ruda Śląska                                          | 7:2   | Clearex Chorzów                       |  |
| 18:00        | Bartosz Siadul 4', 9', 20', 37', 37' · Adam Jonczyk 19', 32' | (4:1) | 6' Daniel Wojtyna · 37' Mariusz Seget |  |

| 9 marca 2013 | AZS UG Gdańsk                           | 2:4   | Gatta Zduńska Wola                                                                   |  |
| 18:00        | Patryk Ziarko 1' · Paweł Friszkemut 28' | (1:2) | 9' Igor Sobalczyk · 12' Daniel Krawczyk · 39' Michał Szymczak · 39' Mariusz Milewski |  |

| 10 marca 2013 | GKS Tychy           | 2:6   | AZS UŚ Katowice                                                                     |  |
| 18:00         | Adam Wolak 18', 39' | (1:2) | 13', 40' Łukasz Tosik · 15', 27' Łukasz Kuś · 33' Rafał Jarzmik · 39' Damian Wojtas |  |

| 10 marca 2013 | Remedium Pyskowice   | 1:5   | Marwit Toruń                                                                    |  |
| 18:00         | Jarosław Słomski 13' | (1:4) | 5' Michał Wojciechowski · 11', 18', 23' Denys Demiszew · 14' Patryk Szczepaniak |  |

| 10 marca 2013 | Rekord Bielsko-Biała | 1:4   | Pogoń 04 Szczecin                                             |  |
| 18:00         | Radek Polasek 23'    | (0:3) | 4', 17', 19' Douglas Dos Santos Nicolau · 40' Maciej Wołoszyn |  |

### Kolejka 21
| 16 marca 2013 | Gwiazda Ruda Śląska                         | 2:2   | GKS Tychy                                |  |
| 18:00         | Mateusz Krzymiński 12' · Marek Bugański 40' | (1:1) | 13' Łukasz Jagiełło · 22' Michał Słonina |  |

| 16 marca 2013 | AZS UŚ Katowice   | 1:1   | AZS UG Gdańsk     |  |
| 18:00         | Damian Wojtas 36' | (0:0) | 35' Łukasz Knioch |  |

| 16 marca 2013 | Clearex Chorzów    | 1:5   | Remedium Pyskowice                                               |  |
| 18:00         | Daniel Wojtyna 30' | (0:1) | 7', 36' Tomasz Wolny · 38', 39' Damian Ficek · 39' Robert Satora |  |

| 16 marca 2013 | Gatta Zduńska Wola                                                                                                | 6:4   | Rekord Bielsko-Biała                                                                   |  |
| 18:00         | Michał Marciniak 18' · Mateusz Gepert 23' · Michał Szymczak 27', 34' · Mariusz Milewski 36' · Daniel Krawczyk 38' | (1:2) | 5' Paweł Machura · 17' Marcin Olejniczak (s) · 31' Andrzej Szłapa · 34' Wojciech Łysoń |  |

| 16 marca 2013 | Marwit Toruń                                                          | 4:4   | Wisła Krakbet Kraków                                                              |  |
| 18:00         | Sylwester Kieper 6', 24' · Denys Demiszew 8' · Patryk Szczepaniak 26' | (2:2) | 2' Serhij Zadorożny · 9' Krzysztof Kusia · 32' Rafał Franz · 36' Frane Despotović |  |

| 16 marca 2013 | Pogoń 04 Szczecin                          | 2:0   | Red Devils Chojnice |  |
| 18:00         | Ricardo Gomes Junior 4' · Michał Kubik 40' | (1:0) |                     |  |

### Kolejka 22
| 22 marca 2013 | GKS Tychy                                                                                        | 6:8   | AZS UG Gdańsk |  |
| 18:30         | Michał Słonina 12', 21' · Bartosz Sitko 17', 21' · Wojciech Marynowicz 29' · Łukasz Jagiełło 30' | (2:4) | 4', 35' Michał Horbaczo · 9' Grzegorz Rathnau · 18' Sławomir Pękala (s) · 22' Michał Olszewski · 30' Paweł Friszkemut · 35' Łukasz Olszewski |  |

| 22 marca 2013 | Remedium Pyskowice                                                                             | 6:1   | Gwiazda Ruda Śląska |  |
| 18:30         | Patryk Piasecki 18', 37' · Dariusz Rymaszewski 25' · Robert Satora 34', 39' · Damian Ficek 39' | (1:0) | 31' Adam Jonczyk    |  |

| 22 marca 2013 | Clearex Chorzów                                                                                               | 8:7   | Remedium Pyskowice |  |
| 18:30         | Piotr Bubec 4', 11' · Wojciech Łysoń 12' · Radek Polasek 22', 28' · Andrzej Szłapa 28', 32' · Tomasz Dura 34' | (3:4) | 4' Rafał Jarzmik · 9', 22', 40' Damian Wojtas · 13' Dariusz Wolański · 19' Krzysztof Trzaskalski · 27' Jędrzej Jasiński |  |

| 22 marca 2013 | Wisła Krakbet Kraków                                                                                              | 7:2   | Clearex Chorzów                        |  |
| 18:30         | Serhij Zadorożny 5', 18' · Roman Wachuła 14' · Błażej Korczyński 20', 34' · Krzysztof Kusia 34' · Rafał Franz 38' | (4:2) | 6' Daniel Wojtyna · 19' Tomasz Lutecki |  |

| 22 marca 2013 | Red Devils Chojnice                       | 2:3   | Gatta Zduńska Wola                                                    |  |
| 18:30         | Witalij Kołesnyk 7' · Dominik Solecki 30' | (1:2) | 14' Michał Marciniak · 18' Bartłomiej Strzelczyk · 40' Igor Sobalczyk |  |

| 22 marca 2013 | Pogoń 04 Szczecin                                                             | 5:3   | Marwit Toruń                                                          |  |
| 18:30         | Łukasz Żebrowski 10' · Marcin Mikołajewicz 12', 32' · Łukasz Tubacki 33', 40' | (2:2) | 9' Sylwester Kieper · 20' Oleksandr Szamotij · 34' Daniel Lebiedzińsk |  |

## Play off
Do fazy play off awansują drużyny, które zajęły miejsca w pierwszej ósemce po sezonie zasadniczym. Od tej fazy gra toczy się systemem do trzech zwycięstw, drużyny z pierwszej czwórki po sezonie zasadniczym w ćwierćfinale nagradzane są handicapem, tzn. dodatkowym punktem w tej rywalizacji. Mecze o 3. miejsce zostaną rozegrane systemem dwumeczu z uwzględnieniem bramek strzelonych na wyjeździe.

### Ćwierćfinały
| 6 kwietnia 2013 | Clearex Chorzów                                                                | 4:8   | Wisła Krakbet Kraków |  |
| 18:00           | Daniel Wojtyna 6' · Tomasz Lutecki 9' · Mariusz Seget 21' · Tomasz Rabczak 33' | (2:4) | 7' Rafał Franz · 12', 30' Roman Wachuła · 16' Błażej Korczyński · 16' Mirosław Miozga (s) · 31', 39' Serhij Zadorożny · 32' Krzysztof Kusia |  |

| 13 kwietnia 2013 | Wisła Krakbet Kraków                    | 2:5   | Clearex Chorzów                                                                                            |  |
| 20:00            | Michał Grecz (s) 13' · Marcin Czech 14' | (2:2) | 13' Krzysztof Salisz · 19' Mirosław Miozga · 29' Piotr Łopuch · 35' Tomasz Rabczak · 38' Paweł Pstrusiński |  |

| 13 kwietnia 2013 | Wisła Krakbet Kraków                                        | 3:2 (pd.) | Clearex Chorzów                            |  |
| 20:00            | Krzysztof Kusia 1' · Frane Despotović 39' · Rafał Franz 50' | (1:0)     | 22' Mirosław Miozga · 25' Krzysztof Salisz |  |

Wynik końcowy: Wisła Krakbet Kraków 3:1 Clearex Chorzów
| 6 kwietnia 2013 | Red Devils Chojnice                        | 2:0   | Marwit Toruń |  |
| 19:00           | Łukasz Sobański 30' · Witalij Kołesnyk 40' | (0:0) |              |  |

| 13 kwietnia 2013 | Marwit Toruń | 0:2   | Red Devils Chojnice                      |  |
| 17:00            |              | (0:0) | 24' Mihail Sundeev · 37' Łukasz Sobański |  |

| 14 kwietnia 2013 | Marwit Toruń                                                                  | 4:1   | Red Devils Chojnice     |  |
| 15:00            | Michał Wojciechowski 15', 40' · Dmytro Koretskyi 27' · Oleksandr Szamotij 39' | (1:0) | 29' Mariusz Kaźmierczak |  |

| 17 kwietnia 2013 | Red Devils Chojnice                                                       | 4:1   | Marwit Toruń           |  |
| 19:00            | Witalij Kołesnyk 22' · Łukasz Sobański 28' · Mariusz Kaźmierczak 32', 35' | (0:0) | 27' Oleksandr Szamotij |  |

Wynik końcowy: Red Devils Chojnice 3:2 Marwit Toruń
| 7 kwietnia 2013 | Rekord Bielsko-Biała | 0:6   | Gatta Zduńska Wola                                                               |  |
| 18:00           |                      | (0:1) | 16', 27', 34', 37' Daniel Krawczyk · 35' Krzysztof Adamski · 39' Michał Szymczak |  |

| 13 kwietnia 2013 | Gatta Zduńska Wola                            | 3:4   | Rekord Bielsko-Biała                                           |  |
| 18:00            | Mariusz Milewski 3', 29' · Igor Sobalczyk 36' | (1:3) | 13' Piotr Szymura · 17', 19' Tomasz Dura · 28' Artur Popławski |  |

| 14 kwietnia 2013 | Gatta Zduńska Wola                         | 2:0   | Rekord Bielsko-Biała |  |
| 18:00            | Michał Marciniak 1' · Mariusz Milewski 26' | (1:0) |                      |  |

Wynik końcowy: Gatta Zduńska Wola 3:1 Rekord Bielsko-Biała
| 7 kwietnia 2013 | Remedium Pyskowice                             | 2:3   | Pogoń 04 Szczecin                                                       |  |
| 18:00           | Tomasz Starowicz 19' · Dariusz Rymaszewski 29' | (1:2) | 11' Douglas Dos Santos Nicolau · 16' Michał Kubik · 32' Maciej Wołoszyn |  |

| 13 kwietnia 2013 | Pogoń 04 Szczecin                                                                                     | 5:0   | Remedium Pyskowice |  |
| 18:00            | Douglas Dos Santos Nicolau 14', 38' · Michał Kubik 22' · Marcin Mikołajewicz 36' · Łukasz Tubacki 40' | (1:0) |                    |  |

Wynik końcowy: Pogoń 04 Szczecin 3:0 Remedium Pyskowice

### Półfinały
| 20 kwietnia 2013 | Gatta Zduńska Wola                                                                                 | 6:0   | Red Devils Chojnice |  |
| 18:00            | Michał Marciniak 2', 6', 12' · Dominik Solecki (s) 9' · Mariusz Milewski 14' · Daniel Krawczyk 29' | (5:0) |                     |  |

| 21 kwietnia 2013 | Gatta Zduńska Wola                               | 3:4   | Red Devils Chojnice                                                |  |
| 18:00            | Michał Marciniak 11', 36' · Mariusz Milewski 17' | (2:2) | 8' Mihail Sundeev · 16', 34' Tomasz Kriezel · 32' Jakub Mączkowski |  |

| 27 kwietnia 2013 | Red Devils Chojnice                                                   | 4:3 (pd.) | Gatta Zduńska Wola                             |  |
| 19:30            | Dominik Solecki 35', 40' · Łukasz Sobański 38' · Jakub Mączkowski 47' | (0:2)     | 10' Michał Marciniak · 13', 27' Igor Sobalczyk |  |

| 28 kwietnia 2013 | Red Devils Chojnice                                                                         | 4:2   | Gatta Zduńska Wola                           |  |
| 18:00            | Łukasz Pieczyński 24' · Łukasz Sobański 25' · Witalij Kołesnyk 37' · Dariusz Pieczyński 38' | (0:0) | 25' Mariusz Milewski · 30' Marcin Olejniczak |  |

Wynik końcowy: Red Devils Chojnice 3:1 Gatta Zduńska Wola
| 20 kwietnia 2013 | Pogoń 04 Szczecin                                                    | 5:8 (pd.) | Wisła Krakbet Kraków                                                                                     |  |
| 18:30            | Michał Kubik 16' · Łukasz Tubacki 27' · Marcin Mikołajewicz 28', 32' | (0:2)     | 11', 18', 46' Frane Despotović · 27', 47' Serhij Zadorożny · 33', 43' Krzysztof Kusia · 43' Marcin Czech |  |

| 21 kwietnia 2013 | Pogoń 04 Szczecin  | 1:5   | Wisła Krakbet Kraków                                                                                    |  |
| 18:30            | Łukasz Tubacki 14' | (1:1) | 19' Rafał Franz · 30' Frane Despotović · 36' Roman Wachuła · 39' Serhij Zadorożny · 40' Kamil Dworzecki |  |

| 27 kwietnia 2013 | Wisła Krakbet Kraków                                                                   | 1:1 (pd.)     | Pogoń 04 Szczecin                                                                                   |  |
| 18:00            | Douglas Neutzling Ferreira 26'                                                         | (0:1, k. 3:2) | 16' Łukasz Tubacki                                                                                  |  |
| 18:00            | · Frane Despotović · Roman Wachuła · Serhij Zadorożny · Adrian Pater · Krzysztof Kusia | Rzuty karne   | · Douglas Dos Santos Nicolau · Łukasz Tubacki · Daniel Maćkiewicz · Nicolae Neagu · Maciej Wołoszyn |  |

Wynik końcowy: Pogoń 04 Szczecin 0:3 Wisła Krakbet Kraków

### Mecze o 3. miejsce
| 4 maja 2013 | Gatta Zduńska Wola | [ 20 ] | Pogoń 04 Szczecin |  |
|             |                    |        |                   |  |

| 11 maja 2013 | Pogoń 04 Szczecin | [ 21 ] | Gatta Zduńska Wola |  |
|              |                   |        |                    |  |

Wynik dwumeczu: Pogoń 04 Szczecin 0:0 Gatta Zduńska Wola

### Finał
| 4 maja 2013 20.00                                                                    | Wisła Krakbet Kraków · Krzysztof Kusia 26' · Frane Despotović 34', 38' | 3:3 (dogr.) k. 5:4Raport                                                                       | Red Devils Chojnice · 5' Tomasz Kriezel · 23' Jakub Mączkowski · 37' Łukasz Pieczyński | Hala sportowa TS Wisła Sędzia: Tomasz Frąk |
|                                                                                      |                                                                        |                                                                                                |                                                                                        |                                            |
|                                                                                      |                                                                        | Rzuty karne                                                                                    |                                                                                        |                                            |
| Frane Despotović · Roman Wachuła · Serhij Zadorożny · Adrian Pater · Krzysztof Kusia |                                                                        | Jakub Mączkowski · Dominik Solecki · Mariusz Kaźmierczak · Vitaly Kolesnik · Łukasz Pieczyński |                                                                                        |                                            |

| 5 maja 2013 18.00 | Wisła Krakbet Kraków · Błażej Korczyński 7' · Serhij Zadorożny 12' | 2:1Raport | Red Devils Chojnice · 38' Dominik Solecki | Hala sportowa TS Wisła Sędzia: Rafał Przytuła |
|                   |                                                                    |           |                                           |                                               |

| 11 maja 2013 18.00                                                                                               | Red Devils Chojnice · Łukasz Sobański 50' | 1:1 (dogr.) k. 2:3Raport                                                               | Wisła Krakbet Kraków · 50' Roman Wachuła | Hala Widowiskowo-Sportowa w Chojnicach Sędzia: Tomasz Frąk |
| |                                           |                                                                                        |                                          |                                                            |
| |                                           | Rzuty karne                                                                            |                                          |                                                            |
| Jakub Mączkowski · Mariusz Kaźmierczak · Łukasz Pieczyński · Mihail Sundeev · Vitalij Kolesnik · Łukasz Sobański |                                           | Frane Despotović · Roman Wachuła · Serhij Zadorożny · Adrian Pater · Marcin Kiełpiński |                                          |                                                            |

Wynik końcowy: Red Devils Chojnice 0:3 Wisła Krakbet Kraków
Składy drużyn w finałach:
| Nr                   | Zawodnik                   |                     |                     |                     |                     |
| Red Devils Chojnice  | Red Devils Chojnice        | Red Devils Chojnice | Red Devils Chojnice | Red Devils Chojnice | Red Devils Chojnice |
| -------------------- | -------------------------- | ------------------- | ------------------- | ------------------- | ------------------- |
| 3                    | Łukasz Sobański            |                     |                     |                     |                     |
| 6                    | Patryk Brzószczyk          |                     |                     |                     |                     |
| 11                   | Mihail Sundeev             |                     |                     |                     |                     |
| 12                   | Łukasz Błaszczyk           |                     |                     |                     |                     |
| 13                   | Jakub Mączkowski           |                     |                     |                     |                     |
| 15                   | Witalij Kołesnyk           |                     |                     |                     |                     |
| 18                   | Łukasz Pieczyński          |                     |                     |                     |                     |
| 20                   | Dariusz Pieczyński         |                     |                     |                     |                     |
| 23                   | Tomasz Kriezel             |                     |                     |                     |                     |
| 26                   | Sebastian Kartuszyński     |                     |                     |                     |                     |
| 27                   | Dominik Solecki            |                     |                     |                     |                     |
| 77                   | Mariusz Kaźmierczak        |                     |                     |                     |                     |
| Wisła Krakbet Kraków |                            |                     |                     |                     |                     |
| 1                    | Kamil Lasik                |                     |                     |                     |                     |
| 3                    | Zbigniew Mirga             |                     |                     |                     |                     |
| 5                    | Frane Despotović           |                     |                     |                     |                     |
| 6                    | Mikołaj Zastawnik          |                     |                     |                     |                     |
| 9                    | Marcin Czech               |                     |                     |                     |                     |
| 10                   | Krzysztof Kusia            |                     |                     |                     |                     |
| 11                   | Rafał Franz                |                     |                     |                     |                     |
| 12                   | Błażej Korczyński          |                     |                     |                     |                     |
| 13                   | Roman Wachuła              |                     |                     |                     |                     |
| 14                   | Serhij Zadorożny           |                     |                     |                     |                     |
| 17                   | Marcin Kiełpiński          |                     |                     |                     |                     |
| 44                   | Adrian Pater               |                     |                     |                     |                     |
| 55                   | Douglas Neutzling Ferreira |                     |                     |                     |                     |
| 69                   | Kamil Dworzecki            |                     |                     |                     |                     |

## Play out
Do fazy play out przystępują drużyny z miejsc 9-12 po sezonie zasadniczym. Do tabeli wliczane są punkty i bramki z meczów pomiędzy tymi drużynami w sezonie zasadniczym. Rozgrywki odbywają się metodą każdy z każdym, „u siebie” i „na wyjeździe”. Dwie najlepsze drużyny utrzymują się w Futsal Ekstraklasie, natomiast dwie najsłabsze spadają do I ligi.

### Tabela
| M.  | Drużyna             | m. | z. | r. | p. | b.z. | b.s. | pkt. |
| --- | ------------------- | -- | -- | -- | -- | ---- | ---- | ---- |
| 9.  | GKS Tychy           | 12 | 6  | 1  | 5  | 41   | 53   | 19   |
| 10. | AZS UŚ Katowice     | 12 | 5  | 3  | 4  | 35   | 32   | 18   |
| 11. | AZS UG Gdańsk       | 12 | 5  | 2  | 5  | 49   | 43   | 17   |
| 12. | Gwiazda Ruda Śląska | 12 | 3  | 4  | 5  | 42   | 39   | 13   |

### Mecze

#### Kolejka 1
| 5 kwietnia 2013 | AZS UŚ Katowice | 0:5   | AZS UG Gdańsk                                                                          |  |
| 18:00           |                 | (0:1) | 12' Paweł Friszkemut · 29' Łukasz Knioch · 29' Patryk Ziarko · 39', 40' Michał Horbacz |  |

| 7 kwietnia 2013 | GKS Tychy                                                               | 3:6   | Gwiazda Ruda Śląska                                                                                             |  |
| 14:30           | Patryk Szachnitowski 7' · Michał Słonina 13' · Patryk Szachnitowski 40' | (2:4) | 5' Ariel Piasecki · 10' Mateusz Krzymiński · 11', 30' Adam Jonczyk · 22' Bartosz Siadul · 33' Krzysztof Piskorz |  |

#### Kolejka 2
| 13 kwietnia 2013 | AZS UG Gdańsk                                 | 3:4   | GKS Tychy                                                          |  |
| 18:00            | Wojciech Pawicki 13', 33' · Łukasz Knioch 27' | (1:3) | 2', 23' Piotr Myszor · 4' Marcin Szymański (s) · 8' Michał Słonina |  |

| 15 kwietnia 2013 | Gwiazda Ruda Śląska                                                                 | 4:4   | AZS UŚ Katowice                                                  |  |
| 19:00            | Adam Jonczyk 2' · Marek Bugański 15' · Mateusz Krzymiński 31' · Szymon Łuszczek 37' | (2:0) | 28' Łukasz Kuś · 37', 39' Aleksander Kolmash · 39' Rafał Jarzmik |  |

#### Kolejka 3
| 20 kwietnia 2013 | AZS UŚ Katowice                                                                          | 6:1   | GKS Tychy        |  |
| 20:00            | Rafał Jarzmik 7', 19' · Dariusz Wolański 20', 26' · Łukasz Kuś 30' · Grzegorz Liszka 38' | (3:0) | 37' Piotr Myszor |  |

| 20 kwietnia 2013 | AZS UG Gdańsk                                    | 3:2   | Gwiazda Ruda Śląska                       |  |
| 20:00            | Wojciech Pawicki 24', 40' · Paweł Friszkemut 40' | (1:2) | 5' Ariel Piasecki · 15' Krzysztof Piskorz |  |

#### Kolejka 4
| 27 kwietnia 2013 | Gwiazda Ruda Śląska                                                                                                | 8:2   | GKS Tychy                                  |  |
| 19:30            | Szymon Łuszczek 1', 17', 23' · Adrian Zabłocki 13', 24' · Marek Bugański 30' · Paweł Martyn 39' · Adam Jonczyk 40' | (0:1) | 9' Patryk Szachnitowski · 15' Piotr Myszor |  |

| 27 kwietnia 2013 | AZS UG Gdańsk     | 1:2   | AZS UŚ Katowice                            |  |
| 18:00            | Łukasz Knioch 35' | (0:1) | 16' Robert Gładczak · 38' Jędrzej Jasiński |  |

#### Kolejka 5
| 3 maja 2013 | GKS Tychy | 7:5   | AZS UG Gdańsk                                                              |  |
| 16:00       | Patryk Szachnitowski 9', 40' · Bartosz Sitko 14' · Wojciech Pawicki 17' · Adam Wolak 20' · Michał Słonina 28' · Piotr Myszor 29' | (4:0) | 25' Michał Horbacz · 30', 32', 37' Wojciech Pawicki · 39' Wojciech Pawicki |  |

| 4 maja 2013 | AZS UŚ Katowice                             | 2:0   | Gwiazda Ruda Śląska |  |
| 17:30       | Dariusz Wolański 16' · Jędrzej Jasiński 38' | (1:0) |                     |  |

#### Kolejka 6
| 10 maja 2013 | GKS Tychy                                     | 3:2   | AZS UŚ Katowice                         |  |
| 18:00        | Adam Wolak 11', 19' · Marek Kołodziejczyk 17' | (3:0) | 26' Łukasz Tosik · 29' Dariusz Wolański |  |

| 10 maja 2013 | Gwiazda Ruda Śląska                                                               | 5:4   | AZS UG Gdańsk                                                       |  |
| 18:00        | Adam Jonczyk 9' · Mateusz Omylak 26' · Paweł Martyn 30', 37' · Marek Bugański 30' | (1:1) | 8', 38' Łukasz Knioch · 23' Łukasz Grabowski · 40' Michał Olszewski |  |